# Alchemilla niltarensis
Alchemilla niltarensis é uma espécie de rosácea do gênero Alchemilla, pertencente à família Rosaceae.